# 青蛇藤
青蛇藤（学名：Periploca calophylla）为萝藦科杠柳属下的一个种。